# Calcite
« Vatérite-A » et « Vaterite-A » redirigent ici. Pour les autres significations, voir Vatérite.
La calcite est un minéral, pouvant être d'origine biochimique (biominéralisation), composé de carbonate de calcium de formule CaCO3, avec des traces de certains métaux de transition, certains métaux alcalino-terreux et deux métaux post-transitionnels. L'abondance des cations autres que le calcium explique la richesse des variétés décrites pour ce minéral.
Polymorphe de l’aragonite et de la vatérite, isostructurale avec la nitratine et l'otavite, la calcite forme une série continue avec la rhodochrosite. Elle est souvent présente dans les roches carbonatées, et dans une moindre mesure dans les roches métamorphiques et les météorites.

## Découverte et étymologie
Connue depuis l’antiquité, la calcite est abondamment décrite et analysée dès le XVIIe siècle, notamment de par les propriétés optiques curieuses du spath d'Islande : la biréfringence de ce cristal, découverte en 1669 par Rasmus Bartholin, sera étudiée par Christiaan Huygens (1678), Étienne Louis Malus (1810) et William Nicol (1828). Johann Carl Freiesleben (1774 – 1846) donne en 1836 à la calcite son nom de « chaux », originaire du grec khalx.
C'est à partir de ses observations sur les clivages de la calcite (qu'il nommait chaux carbonatée) que René Just Haüy a introduit la notion de « molécule intégrante », plus tard remplacée par celle de maille cristalline, introduite par Gabriel Delafosse. Il passe à ce titre pour l'inventeur, avec Jean-Baptiste Romé de L'Isle, de la cristallographie (voir l'article cristal).

## Gîtologie
Constituant principal de nombreuses roches sédimentaires (calcaires et marnes), c'est un des carbonates les plus abondants. La calcite peut se former à la suite de processus géochimiques de nature inorganique ou biotique lorsque les solutions deviennent sursaturées en bicarbonate de calcium :
- par précipitation chimique lors du dégazage du CO2 présent dans les solutions riches en bicarbonate de calcium : concrétions des grottes (stalactites, stalagmites, etc.) et travertins ;
- par excrétion/précipitation par des micro-organismes produisant des ions bicarbonates (oxydation de la matière organique) : carbonates d'origine organique.

## Cristallographie

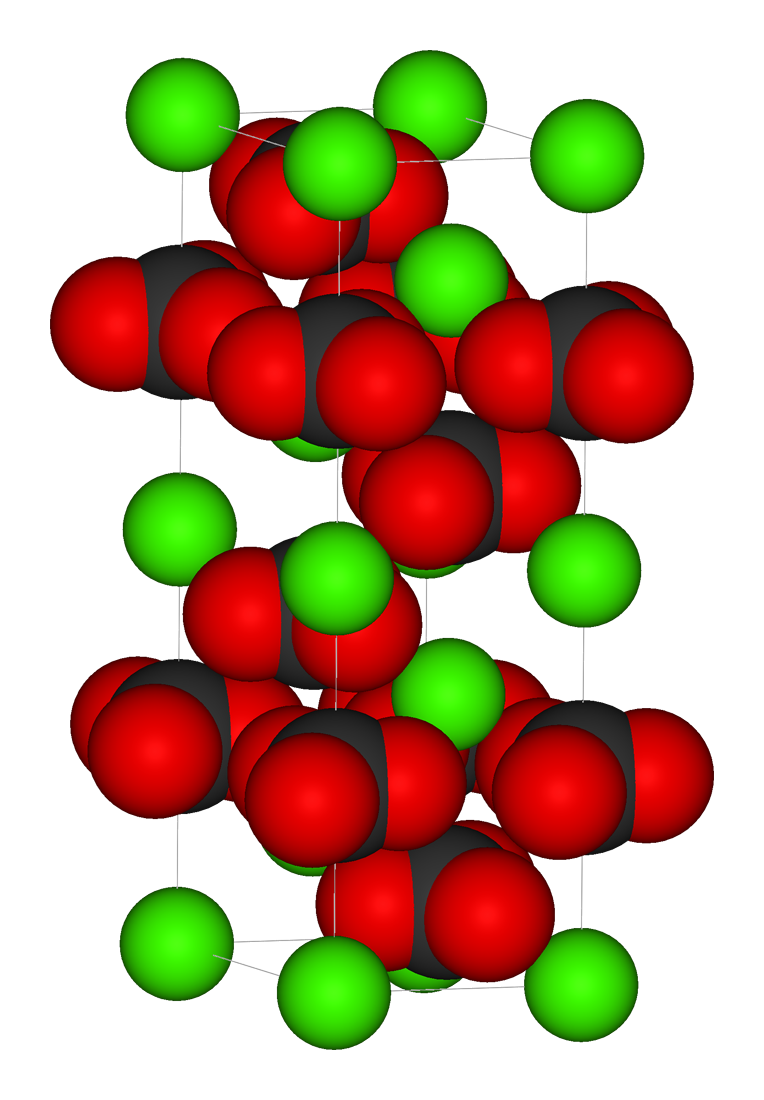
Calcite, unité cellulaire.

Dans les conditions normales de température et de pression, la calcite cristallise dans le système cristallin trigonal à réseau rhomboédrique. La maille primitive est un rhomboèdre aigu, contenant deux unités de formule de CaCO3, dont les caractéristiques sont : 
- longueur de l'arête : 6,36 Å ;
- angle entre les axes : 46° 6′ ;
- distance entre deux plans identiques et parallèles à la face de clivage : 3,03 Å ;
- volume d'une unité formulaire du cristal : 60,75 Å3.

On connaît sept polymorphes de la calcite. La phase de basses température et pression décrite ci-dessus, ou « phase I », a le groupe d'espace R3c. Vers 1 240 K elle subit une transition de phase vers la « phase V » de groupe R3m, possiblement via une phase intermédiaire dite « phase IV », de groupe spatial R3c comme la phase I. Les autres polymorphes sont rencontrés à haute pression.
Des calculs de dynamique moléculaire portant sur environ environ 384 000 atomes reproduisent les caractéristiques des structures ci-dessus et prédisent, à plus haute température, une structure cubique de type chlorure de sodium (groupe d'espace Fm3m). Les transitions obtenues par chauffage et par refroidissement se produisent à des températures différentes, ce qui laisse présager pour ces phases de larges domaines de métastabilité.

## Groupe de la calcite

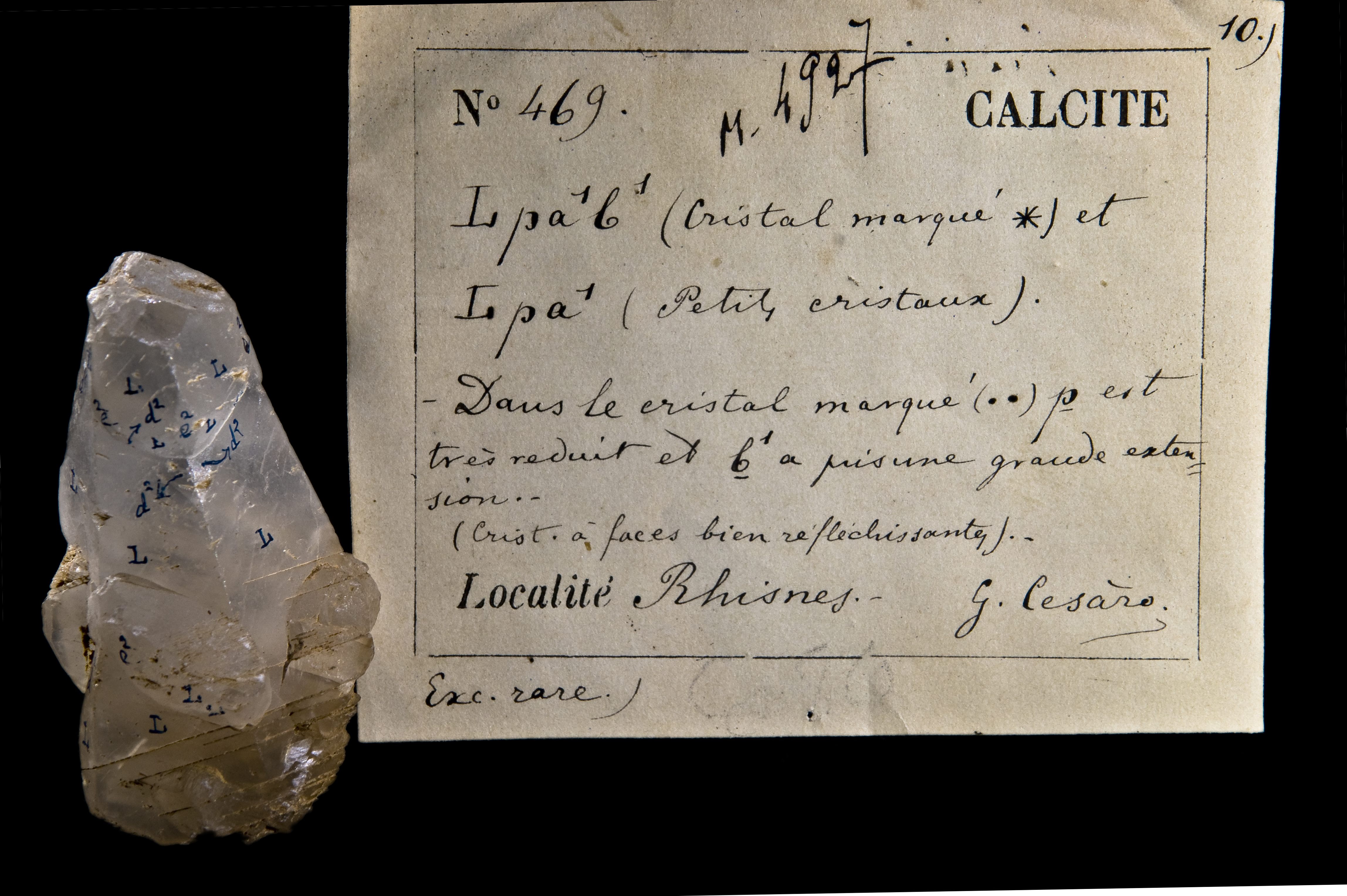
Calcite annotée avec autographe du minéralogiste et cristallographe italo-belge Giuseppe Raimondo de Cesàro – Rhisnes, province de Namur, Belgique.

Le groupe de la  calcite est composé de minéraux de formule générale ACO3, où «A» peut être un ou plusieurs ions métalliques (+2) tout particulièrement le calcium, le magnésium, le fer, le manganèse, le zinc, le cadmium, le cobalt et le nickel. La symétrie des membres de ce groupe est trigonale.
- Calcite (CaCO3)
- Gaspéite ({Ni, Mg, Fe}CO3)
- Magnésite (MgCO3)
- Otavite (CdCO3)
- Rhodochrosite (MnCO3)
- Sidérite (FeCO3)
- Smithsonite (ZnCO3)
- Sphérocobaltite (CoCO3)

## Synonymie
Il existe de très nombreux synonymes pour ce minéral :
- androdamas [7] ;
- aphrite (Robert Jameson )[8] ;
- chaux carbonatée (René Just Haüy 1801)[9] ;
- drewite  (Field 1919) ;
- focobonite ;
- helmintholite nom donné à la calcite venant remplacer les Belemnites ou tiges d'encrine au XVIIIe siècle[10] ;
- spath calcaire (Jean-Baptiste Romé de L'Isle 1783) ;
- cristal[11] ou spath[12] d'Islande (désigne une calcite transparente, souvent clivée en rhomboèdre et à la biréfringence très apparente) ;
- spath satiné[13] ;
- vaterite-A.

## Propriétés

### Propriétés mécaniques
La calcite pure est incolore et blanchâtre. Sa masse volumique est de 2,71 g/cm3. Elle est classée de dureté 3 dans l'échelle de Mohs. Sa solubilité dans l'eau pure est de l'ordre de 15 à 20 mg/l. Sa capacité thermique molaire est de l'ordre de 81,8 J mol−1 K−1  (19,57 cal mol−1 °C−1) à 25 °C .

### Propriétés chimiques
La calcite, sous ses formes issues de l'industrie extractive (calcaire, carbonate de calcium) a de très grandes applications industrielles : dans la construction (ciment, chaux, pierres d’ornement...), comme fondant dans la verrerie et dans la métallurgie; elle sert de matière première pour l'industrie chimique, pour la fabrication d'engrais et pour beaucoup d'autres usages.

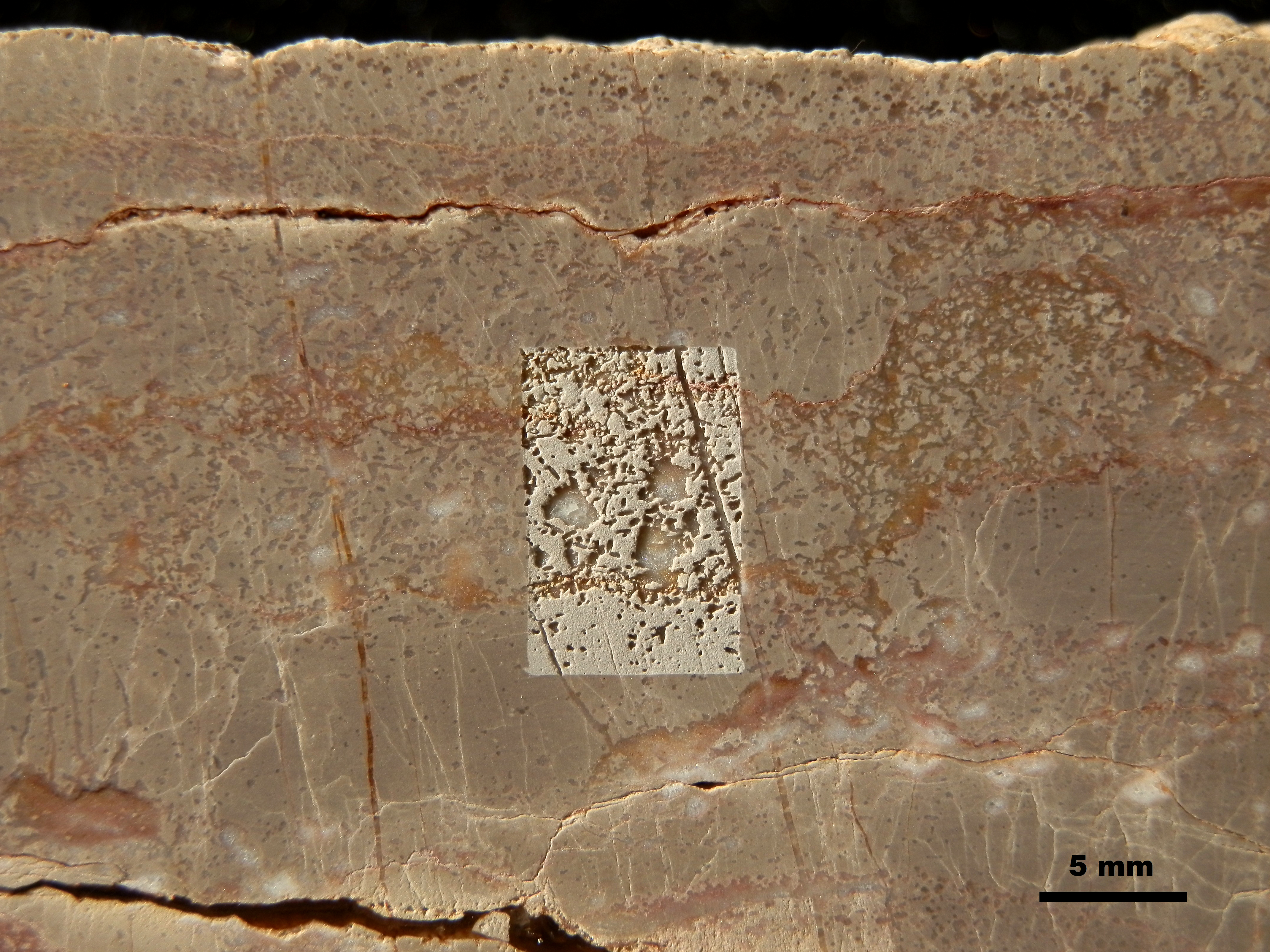
Coupe verticale dans un dépôt de type sebkha de l'Hettangien du chaînon de Saint-Chinian. Dans le rectangle central, l'attaque par HCl permet de différentier la calcite de la dolomite et de constater qu'il y a eu un phénomène de pseudomorphose : remplacement des cristaux et micronodules de sulfate de calcium par de la calcite.

La calcite fait effervescence à l'acide chlorhydrique dilué à froid selon une réaction qui donne des sels de calcium, de l'eau et du dioxyde de carbone, qui est à la pression atmosphérique et à température ambiante, gazeux et volatil : 
{\displaystyle {\rm {CaCO_{3}+2\;HCl\rightarrow CO_{2}+H_{2}O+CaCl_{2}}}}
De par sa facilité, sa rapidité, et son très faible coût, cette réaction à  l'HCL constitue un test de base en pétrologie et minéralogie.

### Propriétés optiques
La calcite est un cristal biréfringent. Les nicols, spaths sciés en deux et recollés avec du baume du Canada, ont longtemps constitué les seuls filtres polariseurs à disposition des physiciens et des minéralogistes.
La calcite pure est incolore ou blanche. La présence de cations autres que le calcium, et notamment de métaux de transition, lui donne une coloration allochromatique jaune, orange, rouge, vert, bleu, brun, gris. Elle peut, selon les impuretés qu'elle contient, présenter les phénomènes de fluorescence, phosphorescence, thermoluminescence, triboluminescence.

Calcite – Mine de Batere, Pyrénées-Orientales, France (8 × 6 cm) A: Lumière du jour, B: Ultraviolet
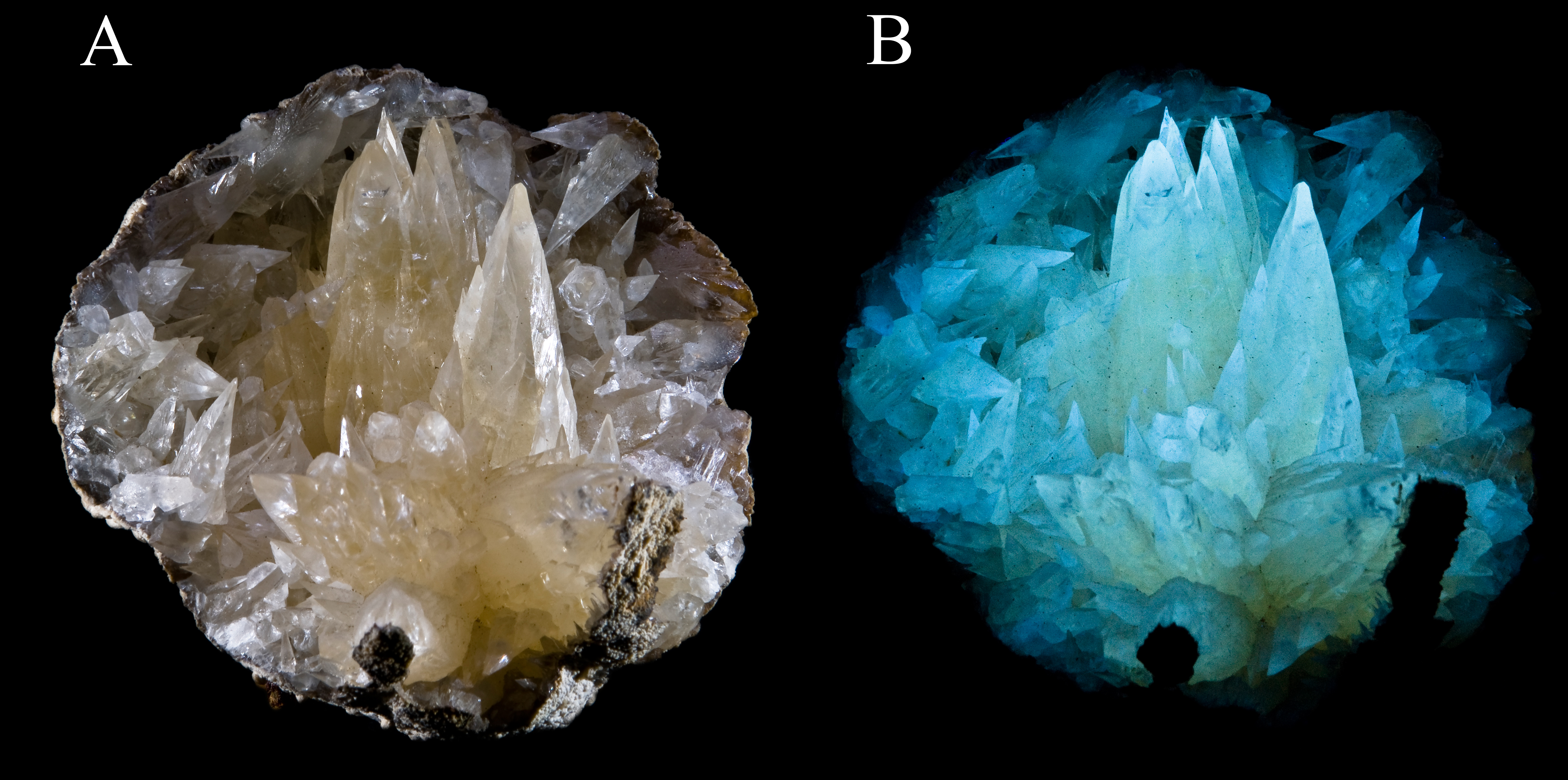
Calcite – Sud Maroc – (5,9 cm) A: Lumière du jour, B: Ultraviolet
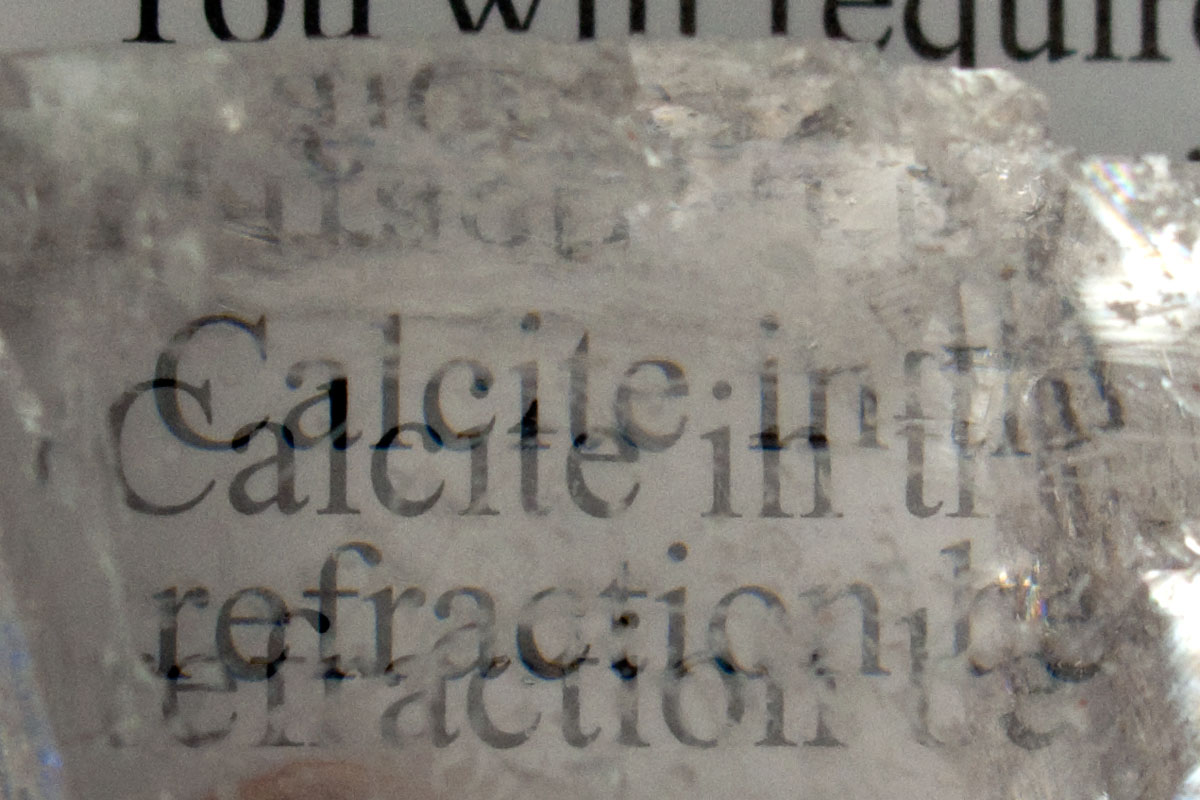
Biréfringence de la calcite.

Luminescence : Mn2+ active tandis que Fe2+ supprime la cathodoluminescence de la calcite.
La calcite est un minéral au clivage net.
Elle est incolore ou faiblement colorée en brun en lumière polarisée non analysée (ou lumière dite « naturelle ») avec des irisations au niveau des clivages.
Elle possède un pléochroïsme de relief très marqué.
En lumière polarisée analysée, la calcite polarise dans les teintes pastel d'ordre trois, principalement dans des couleurs rose et verte.
Cette propriété pourrait être à la base de la pierre de soleil, qui aurait permis aux navigateurs danois de s'orienter sans boussole.

## Galerie France

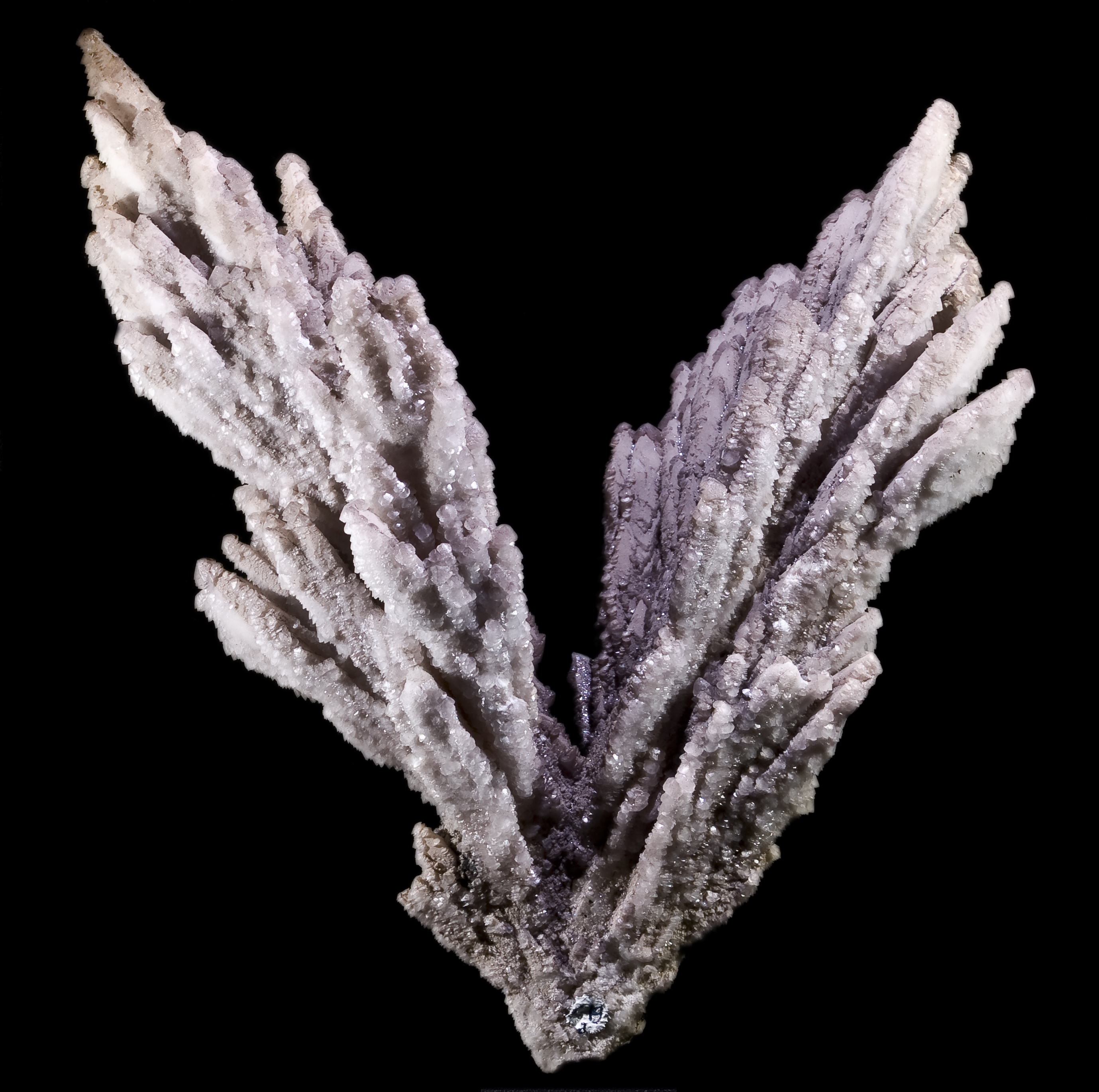
Calcite Malce polysynthètique - Mine de Batère Pyrénées-Orientales (17 × 13 cm)
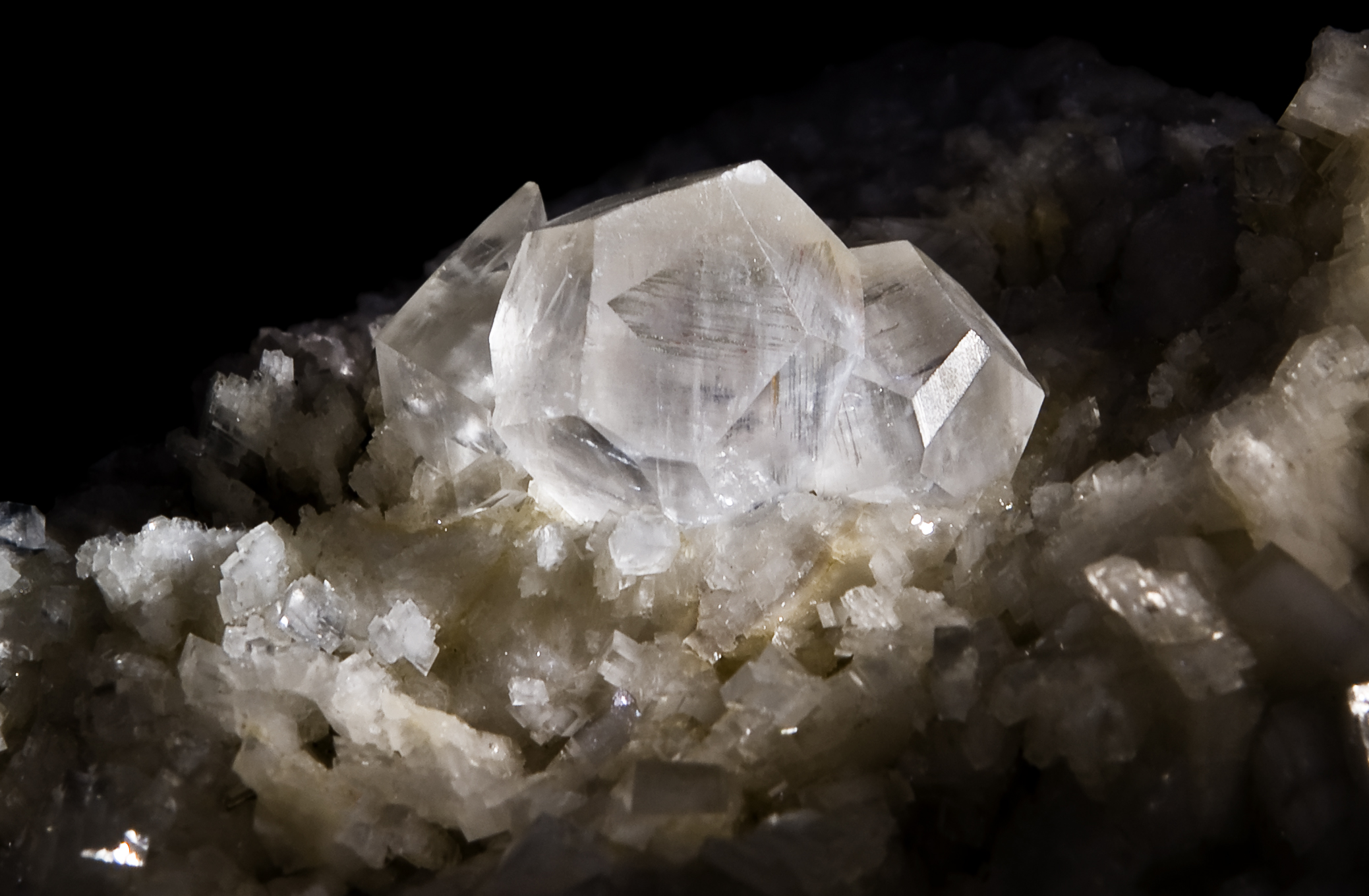
Calcite sur dolomite - Mine de Talc de Trimouns, Luzenac, Ariège (XX1.5cm)
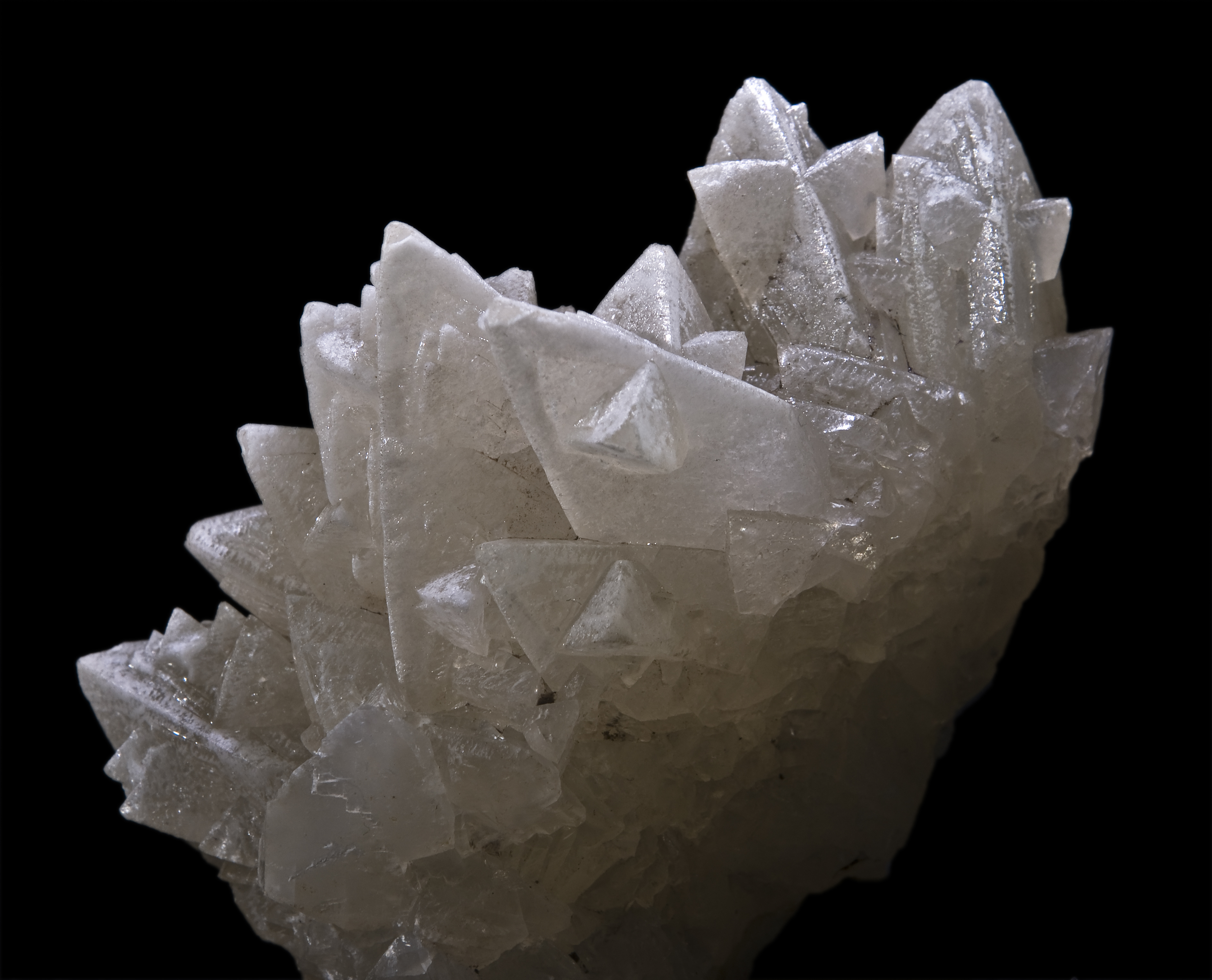
Calcite macle - Fillols Pyrénées-Orientales - (7 × 5,2 cm)
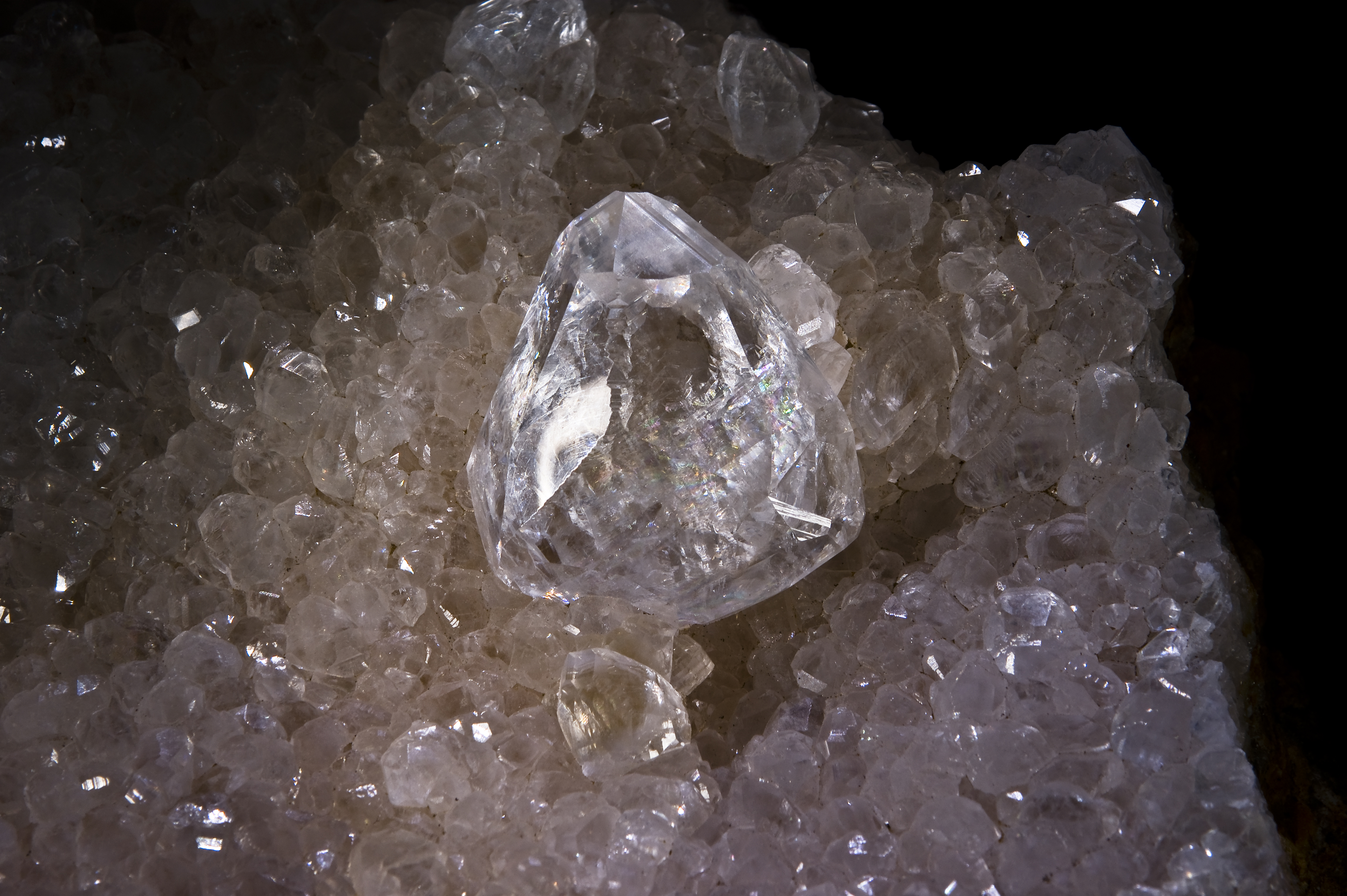
Calcite - Gave de Pau, Pyrénées-Atlantique - (XX 3.5 cm)
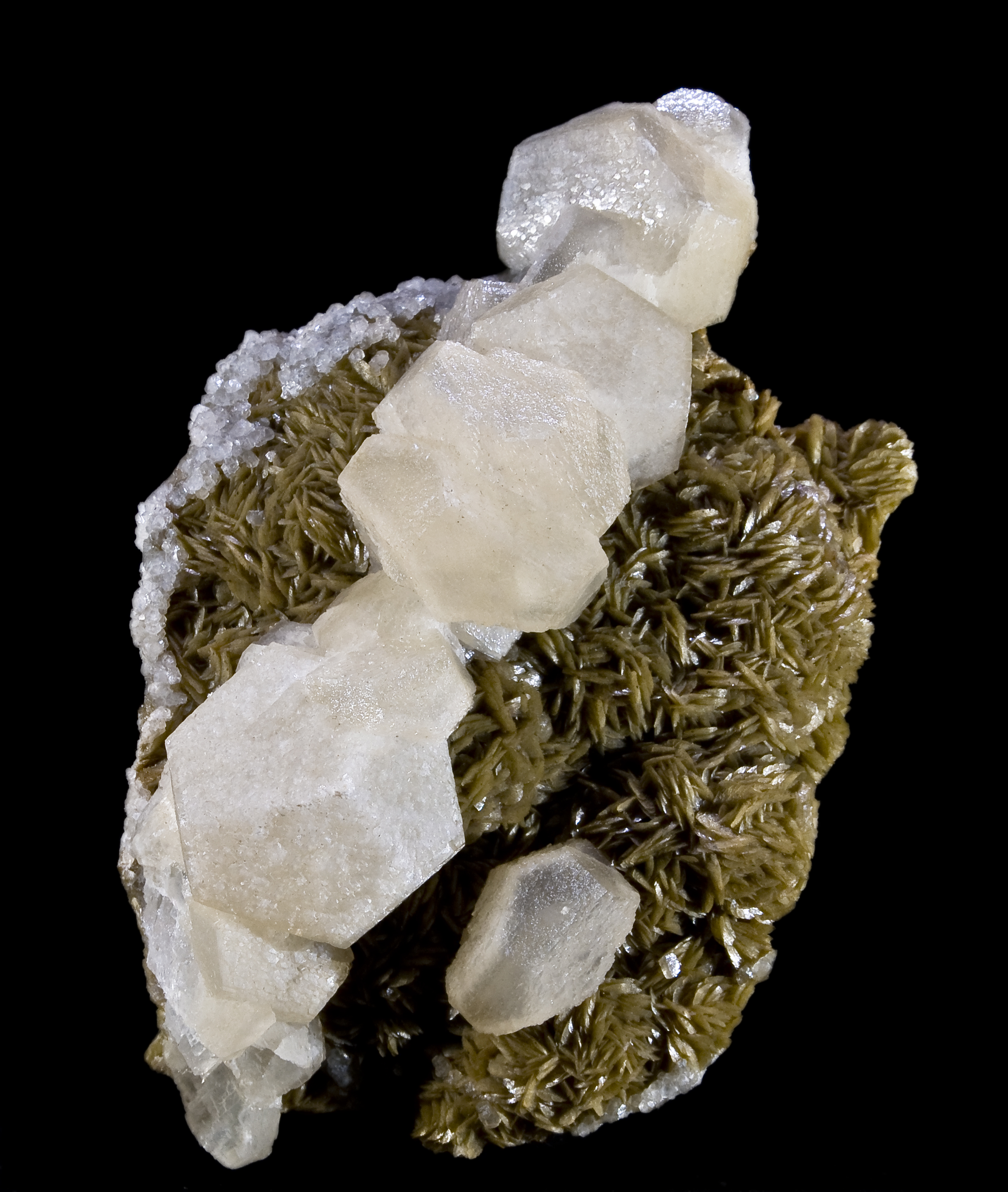
Calcite et sidérite Peyrebrune Tarn (11 × 7 cm)
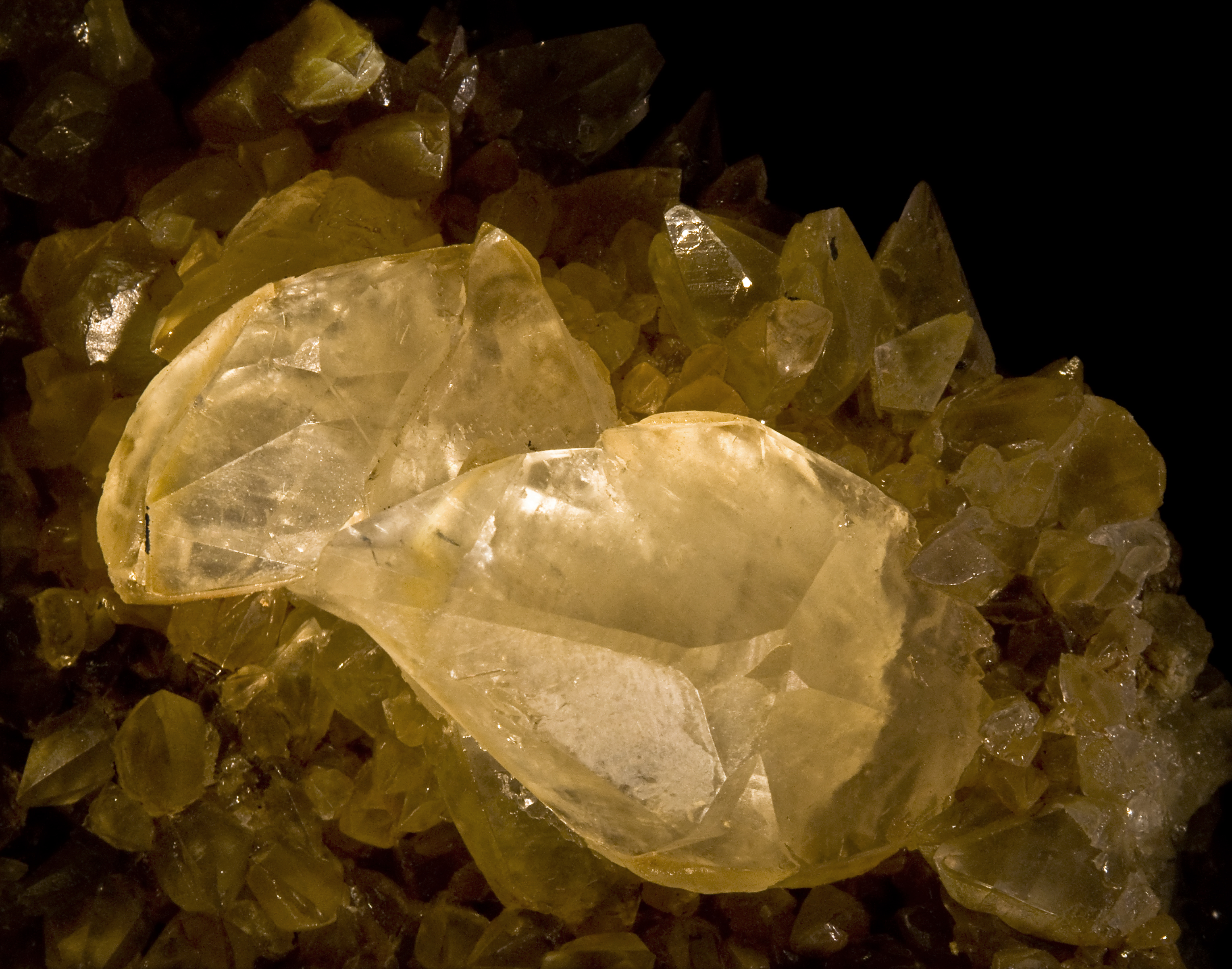
Calcite macle sur {001} - Moux Aude (XX5.1x3.2cm)

## Variétés et mélanges

### Variétés
- anthraconite, (synonyme : anthracolite, antrakonite) variété bitumineuse de calcite, trouvée essentiellement à Brodten, Travemünde, Lübeck, Schleswig-Holstein, Allemagne[16].
- argentine, variété lamellaire au lustre argenté, trouvée dans des nombreuses occurrences aux États-Unis[17].
- baricalcite (synonyme néotype[18]), de formule (Ca, Ba)CO3, est une variété de calcite riche en baryum[19].
- bruyérite (Tacnet 1956)[20], calcite noire concrétionnée.
- capreite, variété de calcite décrite par le minéralogiste italien Bellini (1921)[21].
- cobaltocalcite, variété cobaltifère de calcite de formule (Ca, Co)CO3. Décrite unitalement à Vallone stope, Cape Calamita Mine (Calamita Mine), Capoliveri, Île d'Elbe, Toscane, Italie par le minéralogiste italien Millosevich en 1910[22]. Il existe de nombreuses occurrences dans le monde, Espagne, Italie, Maroc, Zaire...mais aussi en France : Beyrède-Jumet, Vallée d'Aure, Hautes-Pyrénées[23]
- calcite colloïdale variété de calcite rencontrée dans les tests de foraminifères, qui trouve un intérêt nouveau grâce aux nanotechnologies[24].
- calcite optique ou spath d'Islande, variété de calcite transparente présentant une forme de biréfringence, la double réfraction.
- ferrocalcite (synonyme de ferroan calcite des anglo-saxons), calcite ferrugineuse de formule 2[(Ca, Fe)Co3]. Plusieurs occurrences mondiales, Australie, Brésil Chine, Italie, États-Unis mais également très bien représentée en France en Auvergne par plus de 30 gisements[25].
- hématoconite, (synonyme Haematoconite) variété rouge vif de calcite colorée par des inclusions microscopiques d'hématite, décrite par Johann Friedrich Ludwig Hausmann[26].
- hislopite Haughton (1859), variété vert vif de calcite, dédiée au missionnaire écossais Stephen Hislop (1816-1873)[27].
- lublinite, variété de calcite efflorescente, souple, avec une consistance fibreuse, et généralement humide. Décrite par le minéralogiste et pétrographe polonais Józef Marian Morozewicz (1865-1941) en 1907. Le nom dérive de la localité type : Lublin en Pologne[28]. Elle est connue en Autriche, en Hongrie et en France notamment dans l'Ain et la Drôme[29].

Synonymes de lublinite
- - agaricus mineralis (Waller)
  - chaux carbonatée spongieuse (René Just Haüy 1801)
  - craie spongieuse (Ignaz von Born)
  - moelle de pierre (Edme-Louis Daubenton)
- manganocalcite, variété manganésifère de calcite de formule (Ca, Mn)CO3. Décrite initialement à Banská Štiavnica (Selmecbánya; Schemnitz), Štiavnica, Banská Bystrica, Slovaquie. Elle a de très nombreuses occurrences dans le monde notamment en France : Carrière du Rivet, Peyrebrune, Réalmont, Tarn[30].

Synonymes de manganocalcite
- - calcimangite Shepard (1865)[31]
  - calcite-rhodochrosite
  - calcium-Rhodochrosite
  - spartaite Johann August Friedrich Breithaupt (1858)[32]

- Mg-rich calcite ou "magnesian calcite" (en anglais), variété riche en magnésium, qui est différente de la dolomite dont un des synonymes est magnésio-calcite. La formule est pour cette variété : (Ca, Mg)CO3. Elle se rencontre aux Bahamas, en Italie, en Chine, au Canada, et aux États-Unis aux Kansas dans une météorite (Leoville CV3 meteorite)[33].
- patagosite, variété de calcite trouvée dans certains fossiles décrite par le minéralogiste et géologue français Stanislas Meunier en 1917. La patagosite à la propriété d’émettre une « explosion bruyante » si elle est chauffée au rouge dans un tube à essai. Le nom dérive de la racine grecque "Patagos"[34].
- pelagosite, variété de calcite trouvée dans l'ile de Pelagosa en Dalmatie, Croatie, se présentant comme un enduit sombre sur la dolomite, probable réaction à l'eau de mer.
- plombocalcite (synonyme :plumboan calcite), variété de calcite riche en plomb de formule (Ca, Pb)CO3. Décrite par Johnston en 1829[35]. Elle se rencontre en Autriche et en Namibie.
- prasochrome, variété de calcite riche en oxyde de chrome trouvé dans les filons d'altération de la chromite. Décrite par A.H. Chester en 1896[36]. Le nom dérive de la racine grecque "poireau" par référence à sa couleur.
- prunnerite, encroutement de calcite violette ressemblant à la calcédoine, décrite par Esmark en 1830. Trouvée associé à l’apophyllite dans l’ile Heostoe, (îles Féroé) et dédié au naturaliste Prunner de Cagliari (Sardaigne Italie)[37]
- strontianocalcite, variété de calcite strontianifère de formule (Ca, Sr)CO3. Décrite par Genth en 1852[38]. Trouvée dans de nombreuses localités, en Autriche, Chine, Espagne, Maroc.

synonymie pour  strontianocalcite
- - strontian calcite
  - stronticalcite
- zincocalcite, variété de calcite zincifère de formule (Ca, Zn)CO3, décrite par Edward Salisbury Dana en 1892[19].

### Mélange
- magnocalcite (synonyme de dolomitic-calcite des anglo-saxons), mélange de calcite et de dolomite[39].

## Les pseudomorphoses

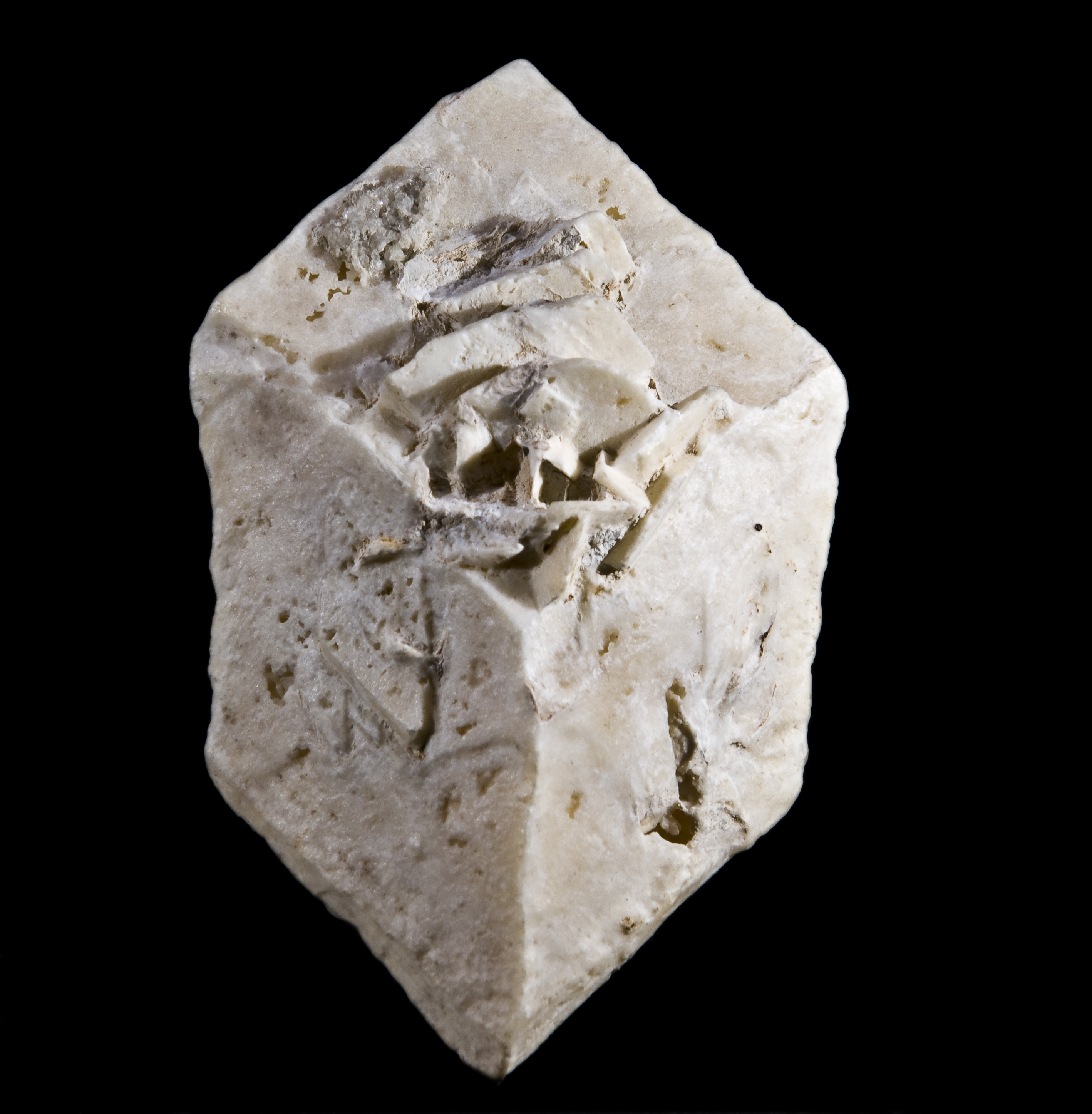
Glendonite : calcite en pseudomorphose de glaubérite - Camp Verde (Comté de Yavapai, dans l'Arizona ;).

Il existe plusieurs types de pseudomorphoses de divers minéraux en calcite. Les plus connues se déclinent sous le nom de glendonite David and Taylor (1905). Ce terme mal attribué désigne des pseudomorphoses, souvent en plusieurs générations, de différents minéraux dont l'ikaïte, la thénantite ou la glaubérite.
L’étymologie dérive du topotype : Glendon, New South Wales, Australie.
Il existe plusieurs termes qui peuvent être considérés comme synonymes :
- fundylite - de la localité "Bay of Fundy", au Canada
- jarrowite - de la localité de Jarrow, Royaume-unit. Browell (1860)[43]
- gennoishi - trouvé dans la région de Niigata, au Japon
- gersternkorner - de l'allemand "Gerste" qui désigne l'orge.
- Molekryds - trouvé à "Mors Island", Danemark
- pseudogaylussite - par allusion à sa ressemblance morphologique avec la gaylussite
- pyramidite - de la localité Pyramid Bay, Amérique du Nord.
- thinolite - Sud-Ouest des États-Unis - [du grec antique, thinos=rivage]- King (1878)[44]

## Gisements remarquables
En France :
- mines de Batère, Corsavy, Arles sur Tech, Pyrénées-Orientales[45] ;
- mine de talc de Trimouns, Luzenac, Ariège[46].

## Galerie stéréoscopique

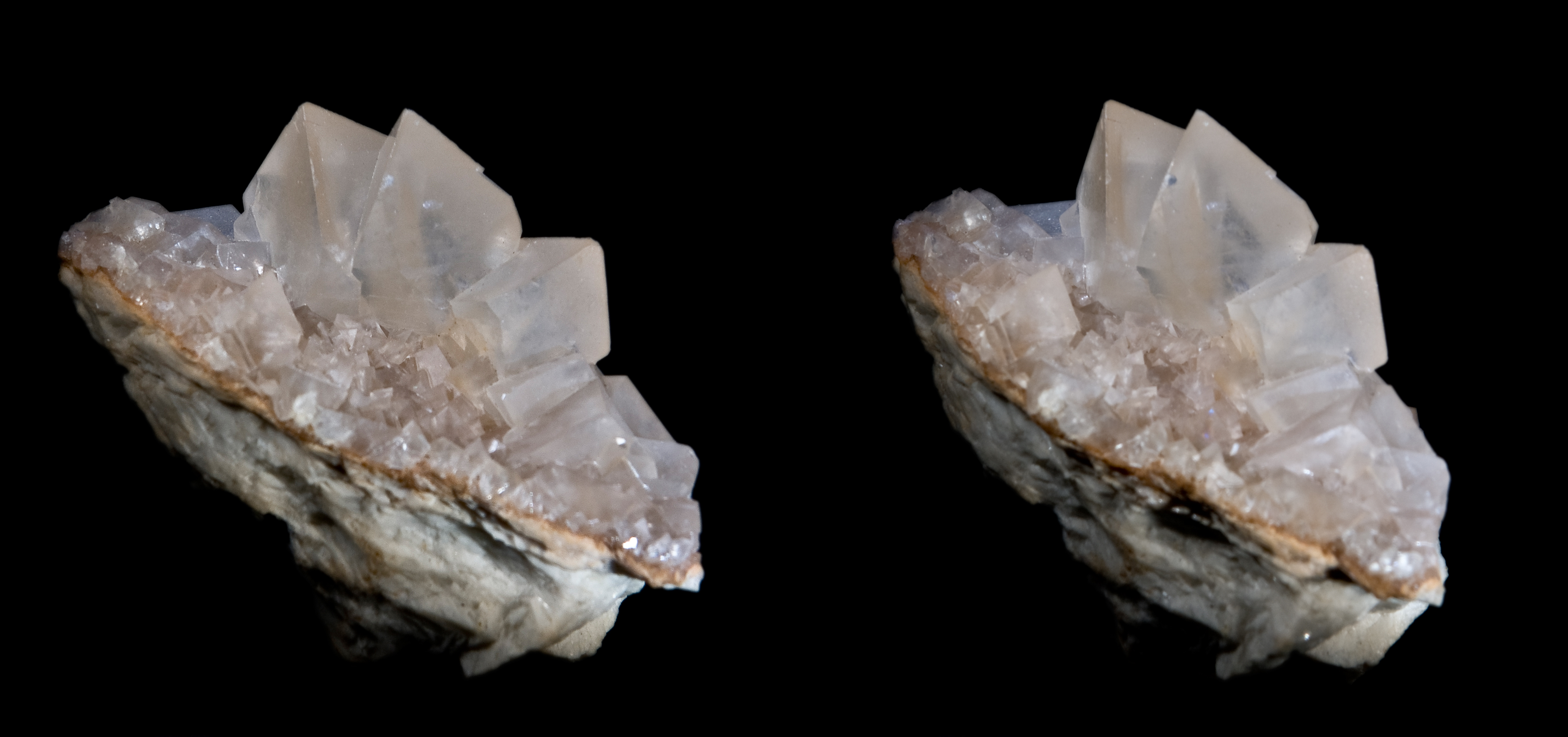
Image stéréoscopique : Calcite, District minier de Schneeberg, Saxe, Allemagne